# Alicante CF
Alicante Club de Fútbol – hiszpański klub piłkarski, występujący aktualnie w Regional Pref., posiadający swoją siedzibę w jednym z największych miast kraju, położonym w jego południowo-wschodniej części, Alicante.

## Historia
Klub założono w roku 1918. Należy przyznać, że od samego początku swojego istnienia, aż do czasów aktualnych nigdy nie wyszedł z cienia lokalnego rywala, Hérculesa. Nigdy nie występował w klasie rozgrywkowej wyższej niż on, zaś osiągnięcia jego piłkarzy w porównaniu do graczy Hérculanos prezentują się marnie – Alicante CF spędziło zaledwie trzy sezony w Segunda División, a siedem w Segunda División B, najdłużej występowało w ligach niższych niż trzecia.
W ostatnich czterech latach dwukrotnie nie udawało się wywalczyć awansu o klasę wyżej. Dopiero po przyjściu nowego menedżera, José Granero, sztuka ta się udała. Jego podopieczni zajęli drugie miejsce w lidze, ulegając znacznie Gironie, ale w barażach pokazali swoją wyższość przeciwko Fuerteventurze oraz Ponferradinie, wywalczając upragniony, pierwszy od półwiecza awans do drugiej ligi.

## Osiągnięcia
- 5 sezonów w Segunda División (1939/40, 1951/52, 1956/57, 1957/58 oraz 2008/09)
- 9 sezonów w Segunda División B
- 45 sezonów w Tercera División

## Stadion
Estadio José Rico Pérez jest jednocześnie obiektem, na którym swoje spotkania rozgrywa drużyna Hérculesa. Został wybudowany w roku 1974, może pomieścić 29 584 ludzi. Jest oddalony o ponad dwa kilometry od centrum miasta.

## Byli gracze
- Edu Albácar
- Chema
- Sendoa
- Cerra
- Manolo Pérez